# Tawana (prénom)
Tawana est un prénom féminin amérindien qui signifie « créée ».

## Prénom de personnes célèbres et fréquence
- Prénom aujourd'hui peu usité aux États-Unis, malgré un regain dans les années 1960 et 1970[1].
- Prénom qui n'a jamais été usité en France[2].